# Chosroïden
De Chosroïden (Georgisch:ხოსრო[ვ]იანი, Chosro(v)iani) was een koninklijk huis van Iberië en de latere prinsen van Iberië (Kartli) van de 4e tot de 9e eeuw. Ca. 337 gaan zij over tot het christendom als de officiële godsdienst van het koninkrijk en bevinden zich tussen het Byzantijnse Rijk en de Sassaniden om in zekere mate hun onafhankelijkheid te behouden. Na de afschaffing van het Iberische koningschap door de Sassaniden in ca. 580, de dynastie overleefde in twee nauw verwante zijtakken -de oudere Chosroïden en de jongere Goearamiden- in de vroege negende eeuw werden zij opgevolgd door de Bagrationi.

## Ondergang van de Chosroïden
Na de dood van Vachtang I Gorgasali in 522 raakte de familie in verval en oefende maar een beperkt gezag over Iberië uit, dat daadwerkelijk geregeerd werd door een Iraanse onderkoning in Tbilisi via een compromis met de plaatselijke adel. Toen Bakoer III van Iberië stierf in 580 werd het koningschap afgeschaft zonder veel tegenstand van de Iberische aristocratie. Vanaf dat moment regeerden de Chosroïden als voorzittende prinsen over Iberië, Kacheti, Javacheti en Klardzjeti.
| Koning                         | Jaar            |
| ------------------------------ | --------------- |
| Mirian III                     | 284 tot 361     |
| Saoermag II                    | 361 tot 363     |
| Varaz-Bakoer I (Aspagoer II)   | 363 tot 365     |
| Mithridates III                | 365 tot 380     |
| Varaz-Bakoer II (Aspagoer III) | 380 tot 394     |
| Tiridat                        | 394 tot 406     |
| Parsman IV                     | 394 tot 406     |
| Mithridates IV                 | 409 tot 411     |
| Artsjil                        | 411 tot 435     |
| Mithridates V                  | 435 tot 447     |
| Vachtang I Gorgasali           | 447 tot 502/522 |
| Datsji                         | 522 tot 534     |
| Bakoer II                      | 534 tot 547     |
| Parsman V                      | 547 tot 561     |
| Parsman VI                     | 561 tot ?       |
| Bakoer III                     | ? tot 580       |